# Komarnyky
Komarnyky (ukrainisch Комарники; russisch Комарники/Komarniki, polnisch Komarniki) ist ein Dorf im Rajon Sambir in der Oblast Lemberg im Westen der Ukraine. Der Ort liegt 60 Kilometer südlich der Rajonshauptstadt Sambir und 117 Kilometer südwestlich der Oblasthauptstadt Lwiw nahe der Grenze zu Polen am Stryj.
Zur gleichnamigen Landratsgemeinde zählten auch die Dörfer Bukowynka (Буковинка), Sakytschera (Закичера) und Sworez (Зворець).
Am 12. Juni 2020 wurde die Landratsgemeinde aufgelöst und der Siedlungsgemeinde Borynja unterstellt, gleichzeitig wurde das Dorf ein Teil des Rajons Sambir.
Der Ort, 1493 zum ersten Mal schriftlich erwähnt, gehörte zunächst zur Woiwodschaft Ruthenien der Adelsrepublik Polen-Litauen, von 1772 bis 1918 zum österreichischen Galizien.
Nach dem Ende des Ersten Weltkrieges kam der Ort zu Polen und lag hier ab 1921 offiziell in der Woiwodschaft Stanislau, Powiat Turka, Gmina Komarniki – ab 1931 in der Woiwodschaft Lwów. Im Zweiten Weltkrieg wurde Komarnyky von 1939 bis 1941 von der Sowjetunion in die Ukrainische SSR eingegliedert und dann bis 1944 von Deutschland (eingegliedert in den Distrikt Galizien) besetzt.
Nach dem Ende des Krieges wurde der Ort wieder der Ukrainischen SSR der Sowjetunion zugeschlagen  und ist seit 1991 Teil der unabhängigen Ukraine.